# Адзуки-арай
Адзуки-арай (яп. 小豆洗い, моющий адзуки), или адзуки-тоги (яп. 小豆とぎ, мелющий адзуки) — призрачное явление и существо в японском фольклоре, представляет собой таинственный шум, слышащийся у реки или другого водоёма, даже у пересохшего, похожий на звук, издаваемый трущейся при промывке адзуки. Дух, виновник этих звуков, развлекается также пением фразы: «адзуки тогоу ка, хито тоттэ куоу ка? Сёки-сёки!». («Адзуки ли буду я молоть, иль взять да пожрать человека плоть? Сёки-сёки!») По поверью, каждый, кто слишком близко подойдёт к месту, где звучит песенка, неизбежно упадёт в воду.

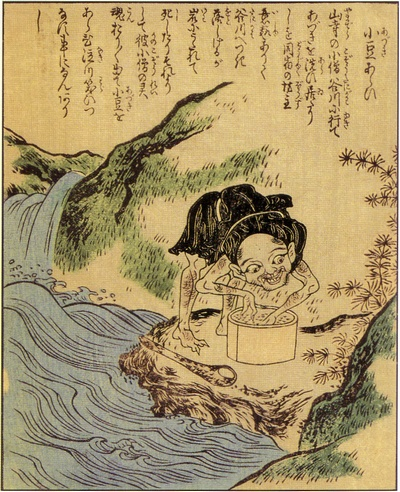
Адзуки-арай (рисунок Такэхары Сюнсэна, 1841 г.)

Хотя адзуки-арая редко кто видел, так как это, несмотря на свою страшную песенку, робкое и безобидное существо, он часто описывается как коротышка, имеющий гротескную внешность: большую лысеющую голову, кривые зубы, тонкие усики и большие выпученные глаза жёлтого цвета. Иногда имеет вид ребёнка, старика или старушки маленького роста. Дух носит рваные одежды и вечно склоняется над своей посудиной, в которой моет бобы адзуки.
Является товарищем кунэюсури, другого призрачного явления, которое похоже на звук встряхивания живой изгороди.